# An Encyclopaedia of Plants
An Encyclopaedia of Plants (abreviado Encycl. Pl.) es un libro con ilustraciones y descripciones botánicas que fue escrito por el botánico y arquitecto paisajista escocés John Claudius Loudon. Fue publicado en Londres en el año 1829. Una segunda edición se publicó en el año 1841 bajo el título de An Encyclopaedia of Plants (ed. 2).